# Volutoidea
Super-famille
Synonymes
- Cancellaroidea Forbes & Hanley, 1851

Les Volutoidea sont une super-famille de gastéropodes marins de l'ordre des Neogastropoda.

## Synonymes
- Cancellarioidea Forbes & Hanley, 1851[1]
- Cancellaroidea Forbes & Hanley, 1851[1]

## Liste des familles
Selon World Register of Marine Species (21 mars 2016) et BioLib (14 novembre 2022) :
- famille Cancellariidae Forbes & Hanley, 1851
- famille Cystiscidae Stimpson, 1865
- famille Granulinidae G. A. Coovert & H. K. Coovert, 1995
- famille Marginellidae J. Fleming, 1828
- famille Marginellonidae Coan, 1965
- famille Volutidae Rafinesque, 1815

## Galerie

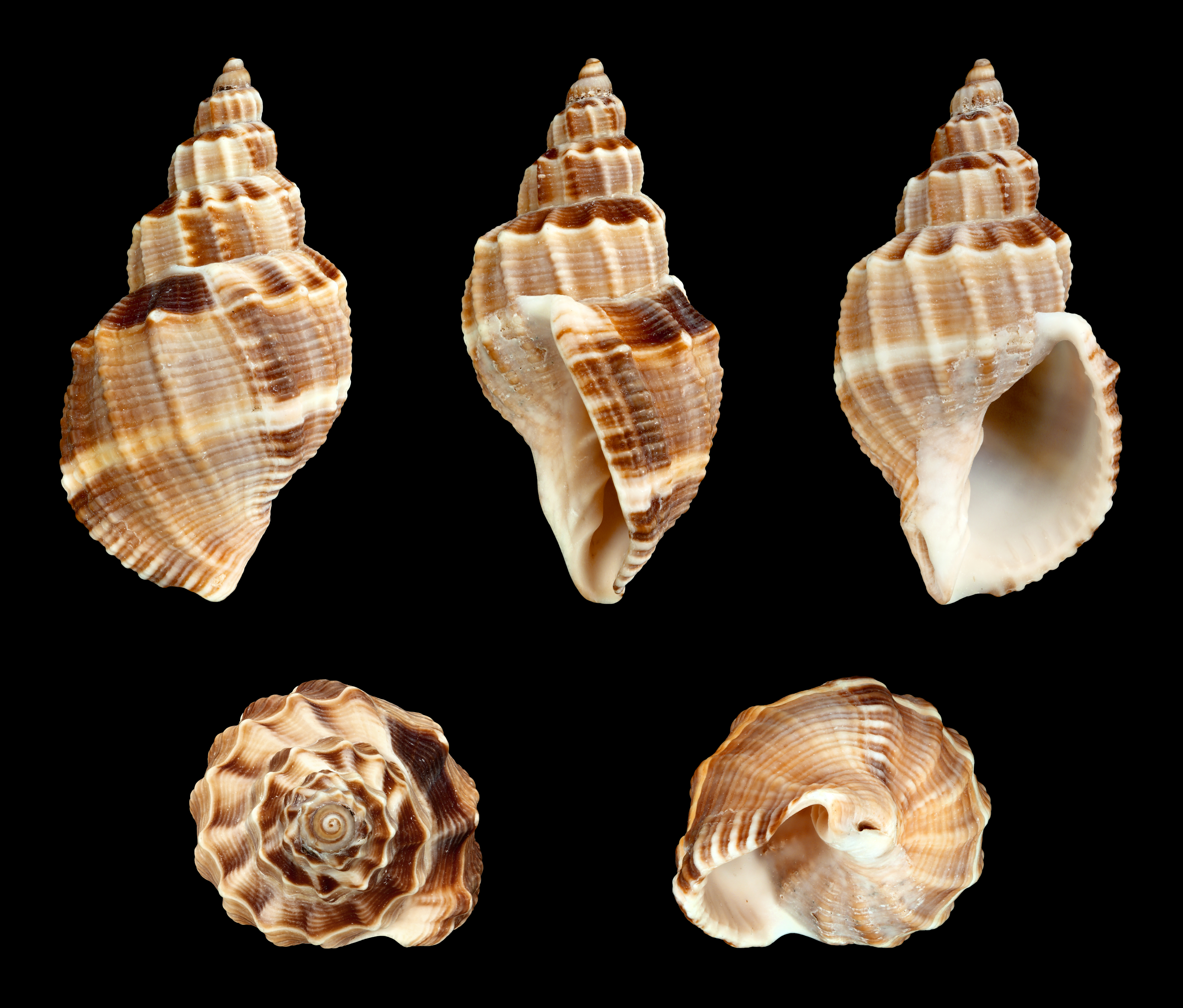
Sydaphera spengleriana (en), un Cancellariidae.
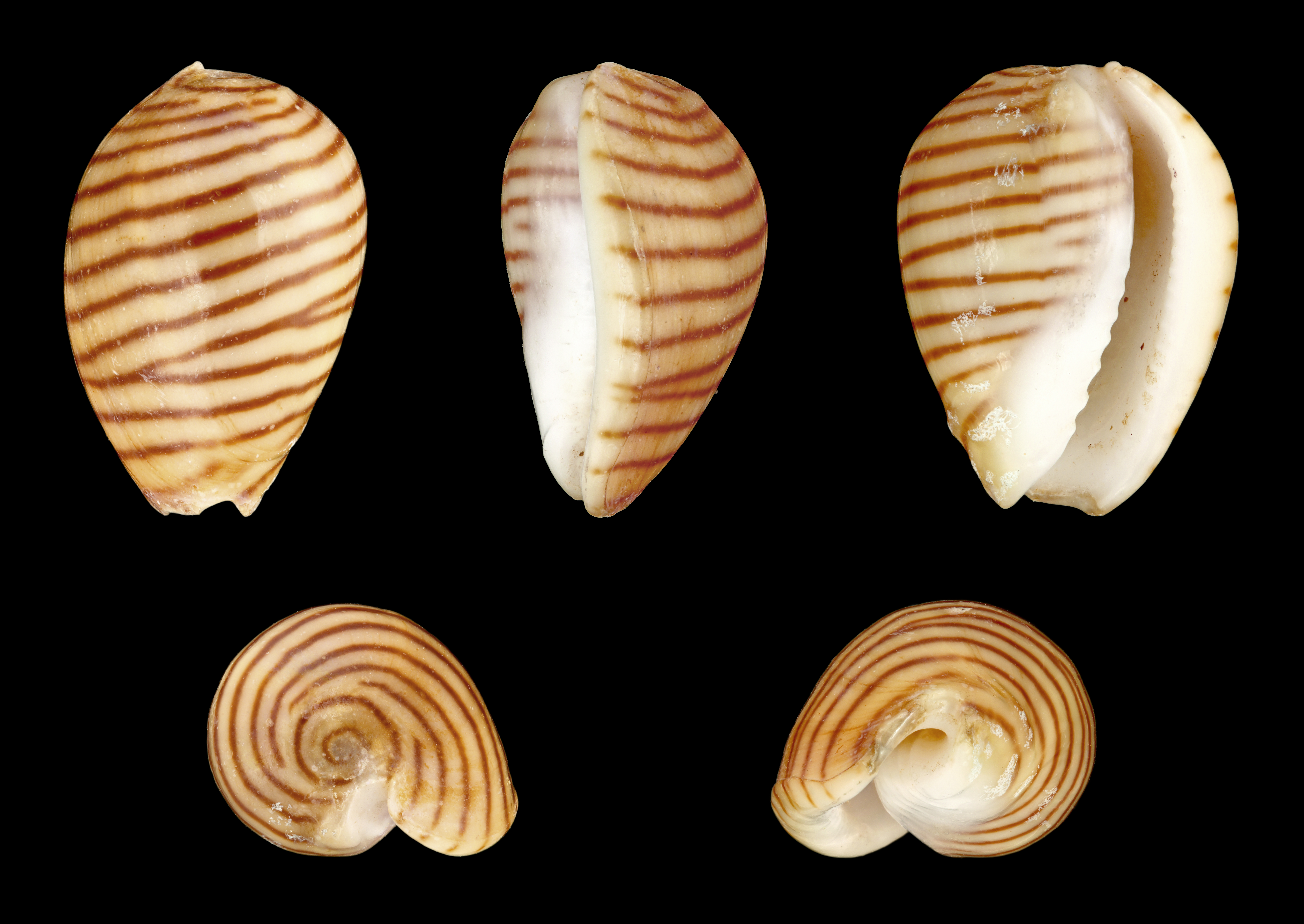
Persicula cingulata (en), un Cystiscidae.
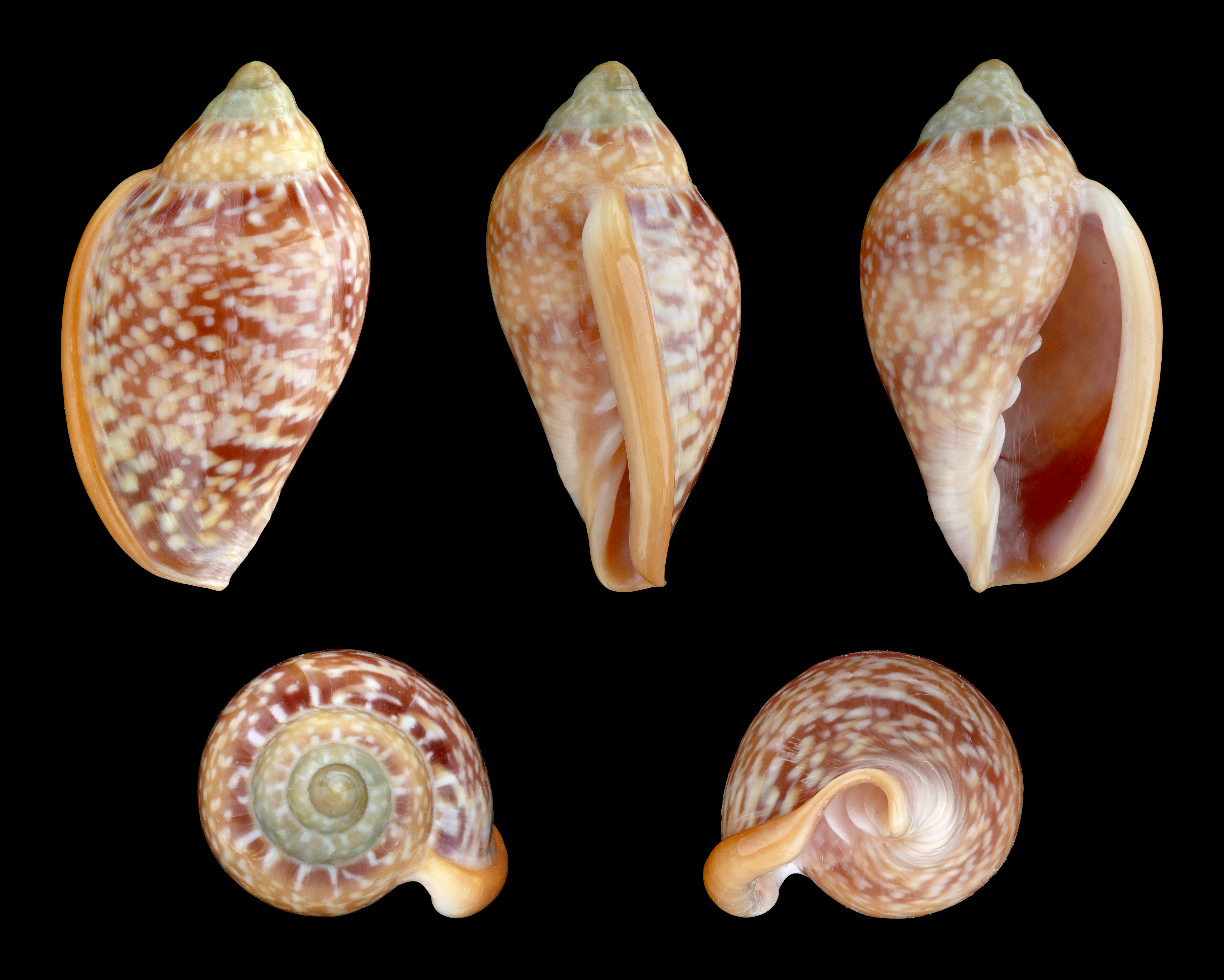
Marginella glabella (en), un Marginellidae.
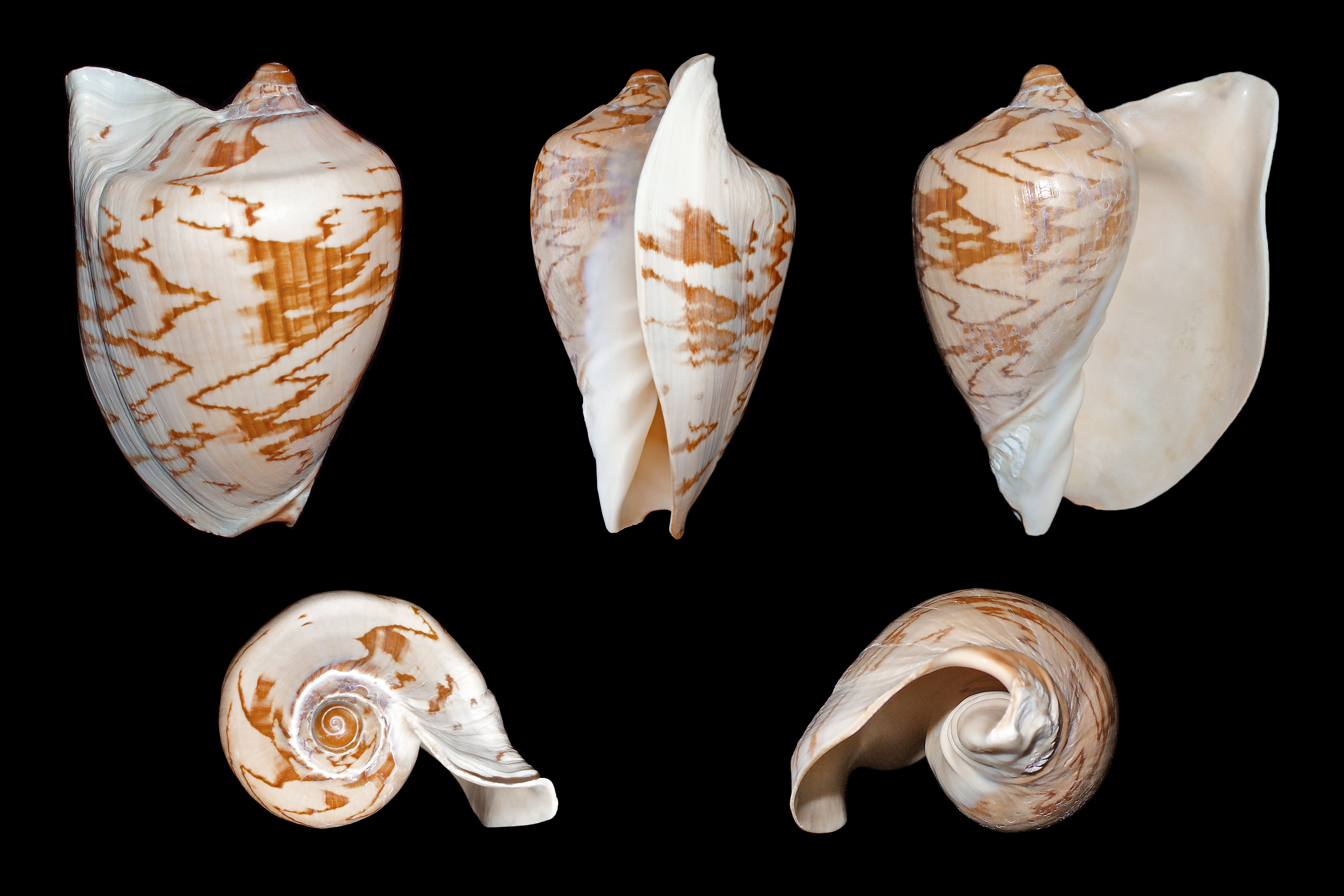
Cymbiola nobilis, un Volutidae.